# 154:e Avdelta Preobrazjenska kommendanturregementet
154:e Avdelta Preobrazjenska kommendanturregementet (154-й отдельный комендантский Преображенский полк) är ett försvarsgrensövergripande garnisonsregemente förlagt till Moskva. Det har fått sitt namn efter det tsarryska Preobrazjenskijregementet.

## Uppdrag

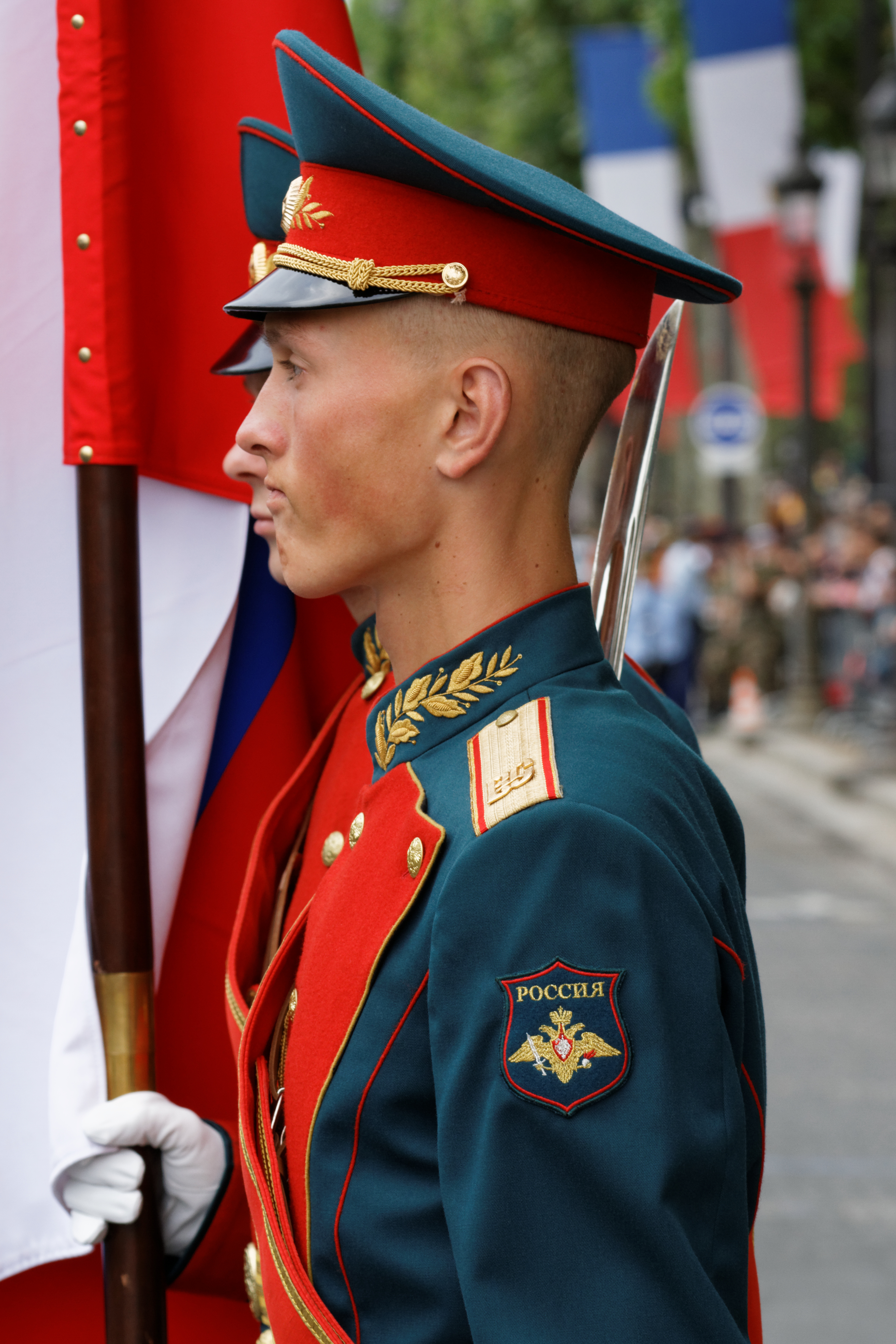

- Garnisons- och beredskapstjänst i Moskva
  - Ordnings- och bevakningspatruller
  - Antiterroristberedskap
  - Bevakning och eskort av militärfångar och militäråtalade
- Försvarsmaktens ceremoniförband i Moskva
  - Statliga och militära delegationer
  - Militärbegravningar
- Ammunitionsröjning i Moskva
  - Utom för Improviserade sprängmedel

## Organisation
- Regementsledning
  - Stab
  - Artilleri
  - Sambandstjänst
  - CBRN-skydd
  - Transporter
  - Sjukvårdstjänst

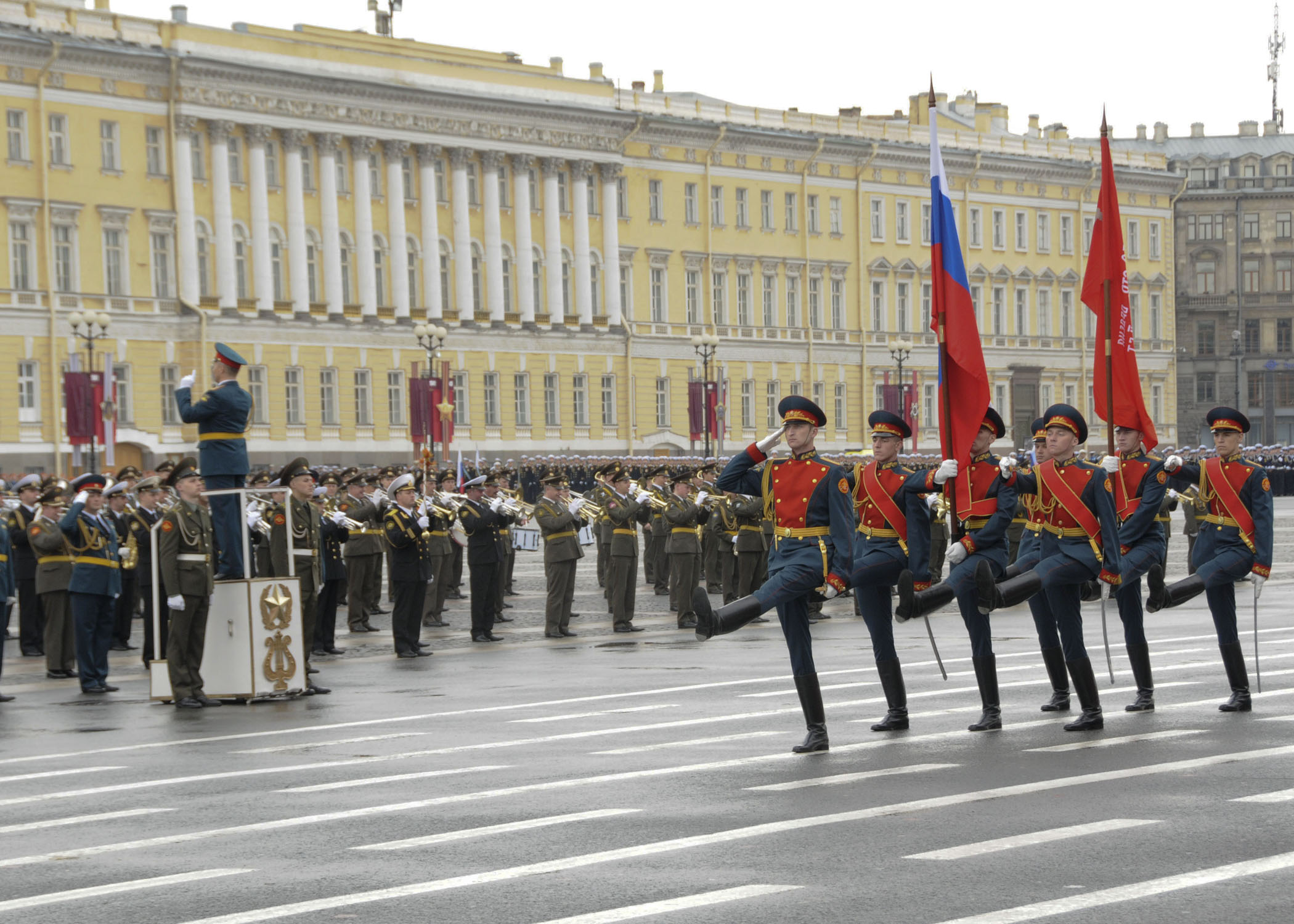
Fanvakt från Preobrazjenska kommendanturregementet vid 2010 års segerparad.

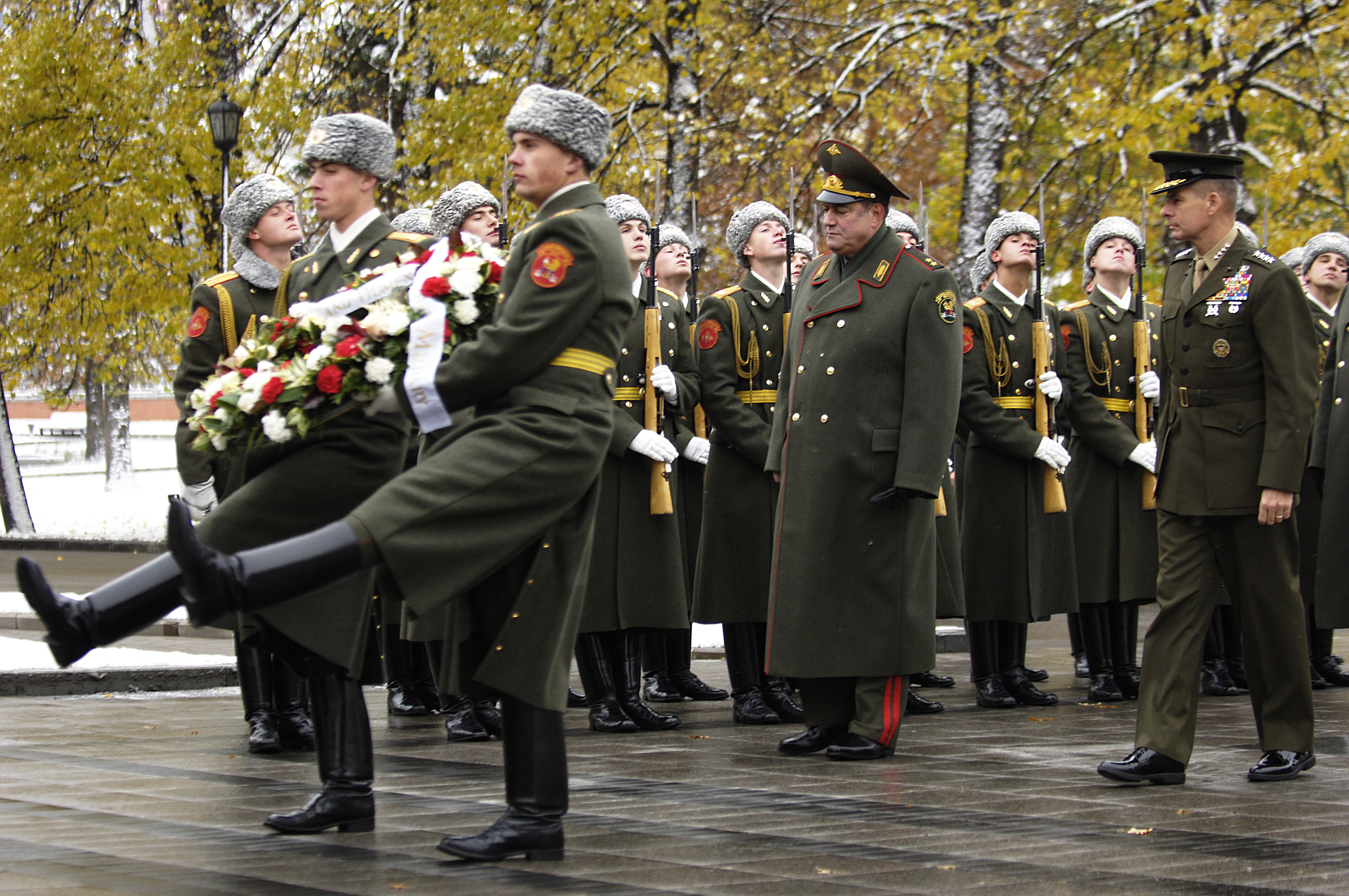
Hedersvaktuppdrag vid en ceremoniell kransnedläggning, genomförd av en officiell amerikansk militärdelegation, vid den Okände soldatens grav i Moskva.

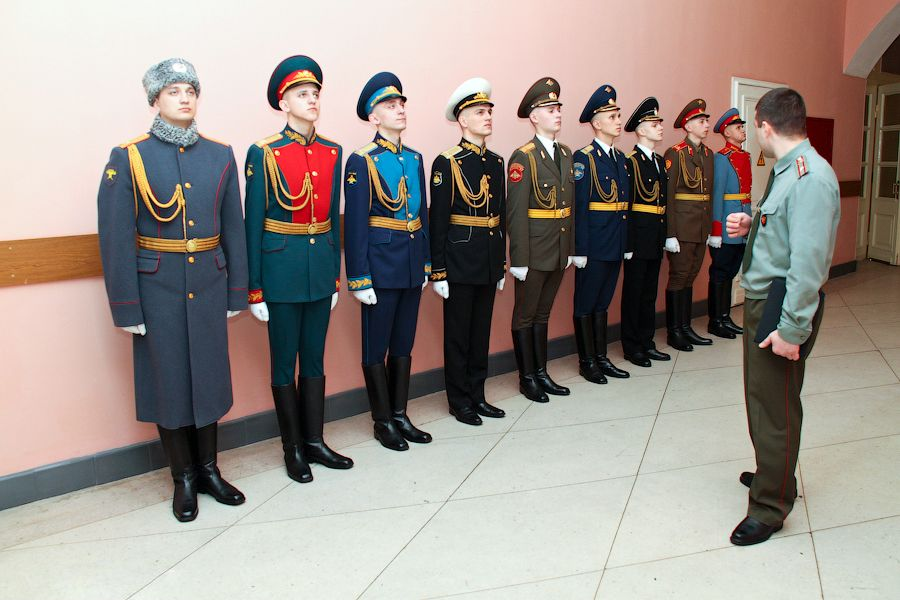
Uniformstyper använda av Preobrazjenska kommendanturregementet.

  - Underhållstjänst: kassatjänst, förplägnad, beklädnad
- Ingenjörskomponent (med ammunitionsröjningsavdelning)
- Första garnisonsbataljonen
- Andra garnisonsbataljonen
- Ceremonibataljon: två kompanier
- Understödskompani
- Moskvas garnisonsmusikkår

## Värnplikt
För att få avtjäna värnplikten vid det Preobrazjenska kommendanturregementet krävs att den värnpliktige uppfyller följande villkor:
- Längd 175-190 centimeter.
- Inga tatueringar.
- Normalt förhållandet mellan längd och vikt.
- Synskärpa utan korrektion på båda ögonen med normal färgsyn.
- Viskad taluppfattning på ett avstånd av minst 6 meter i båda öronen.
- Uppväxt i en komplett familj.
- Företräde ges till en tvillingbror.

Den som är bosatt utomlands eller har nära släktingar som är bosatta utomlands, eller har nära släktingar som är dömda för högmålsbrott eller för andra allvarliga brott kan inte få göra sin värnplikt vid regementet. De som har varit dömda till frihetsstraff, är under utredning eller lagföring för brott, eller registrerade hos polisen som kriminella, psykiskt sjuka, narkomaner eller veneriskt sjuka kan heller inte få göra värnplikten vid regementet.